# 奥涅维尔
奥涅维尔（法語：Ognéville，法語發音：[ɔɲevil]）是法国默尔特-摩泽尔省的一个市镇，属于南锡区。

## 地理
奥涅维尔（48°28'30"N, 6°3'58"E）面积4.12 平方千米，位于法国大東部大區默尔特-摩泽尔省，该省份为法国东北部内陆省份，是洛林的一部分，北邻比利时、卢森堡，北起顺时针与摩泽尔省、下莱茵省、孚日省和默兹省接壤。
与奥涅维尔接壤的市镇（或旧市镇、城区）包括：埃特勒瓦勒、阿姆维尔、拉勒夫、托雷-利奥泰、韦兹利斯、维特雷、弗龙库尔。

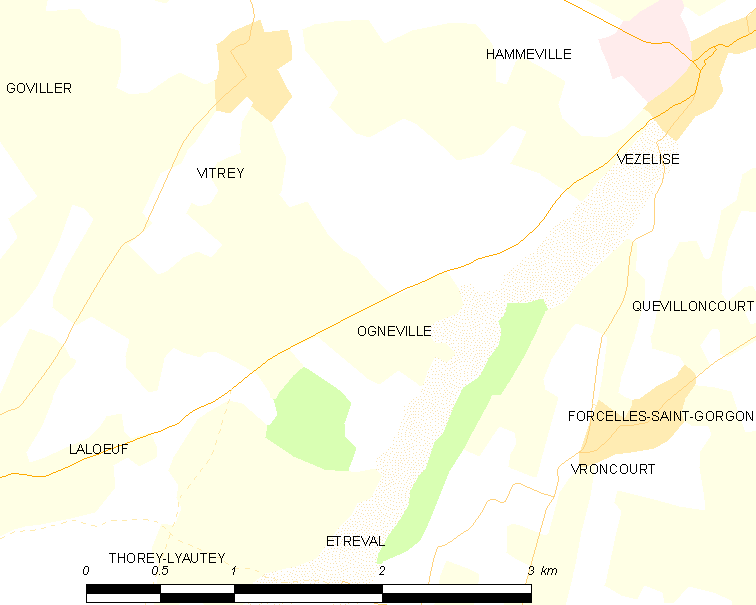
奥涅维尔的OSM定位图

奥涅维尔的时区为UTC+01:00、UTC+02:00（夏令时）。

## 行政
奥涅维尔的邮政编码为54330，INSEE市镇编码为54407。

## 政治
奥涅维尔所属的省级选区为梅讷欧桑图瓦县。

## 人口

1962-2008年间奥涅维尔人口变化图示

奥涅维尔于2022年1月1日时的人口数量为91人。